# María del Carmen Ramírez López
María del Carmen Ramírez López (México, D.F., 9 de agosto de 1969) es una política mexicana. Miembro del Partido Nueva Alianza. Fue secretaria general del Partido Revolucionario Institucional. Actualmente es candidata a la jefatura delegacional de Azcapotzalco por parte del Partido Nueva Alianza.

## Inicios
Es Licenciada en gastronomía, egresada de la Universidad Iberoamericana. Trabajó como Chef general en el Hotel Presidente, de 2003 a 2006. Y perteneció a la Organización de Mujeres de Azcapotzalco por Azcapotzalco.

## Carrera política
Es la fundadora de la “Asociación de Mujeres de Azcapotzalco por Azcapotzalco” desde 1995 a la fecha.
Ha ocupado cargos como dirigente del Movimiento Territorial, en el Comité del Partido Revolucionario Institucional de Azcapotzalco y secretaria general de 2012 a 2014.
Actualmente es candidata a la Jefatura Delegacional de Azcapotzalco, por el Partido Nueva Alianza.